# DSV Leoben
Maillots
Dernière mise à jour : 23 mai 2025.
Le Donawitzer SV Leoben est un club de football autrichien basé à Donawitz, un quartier de Leoben.

## Historique
- 1928 : fondation du club sous le nom de Werks SV Donawitz
- 1970 : le club est renommé Werks SV Alpine Leoben Donawitz
- 1971 : le club est renommé Donawitzer SV Alpine Leoben
- 1992 : fusion avec le FC Leoben en Donawitzer SV Leoben

## Entraîneurs
- juil. 2021-août 2023 :  Carsten Jancker

## Anciens joueurs
- Walter Schachner

## Parcours
- 2006-2007 : Red Zac Erste Liga
- 2007-2008 : Red Zac Erste Liga
- 2023-2024 : Demi-finale de Coupe d'Autriche contre le Rapid Vienne
- 2023-2024 : Relégation administrative en Regionalliga malgré une quatrième place en championnat[1]

## Identité visuelle

Ancien logo